# Linda Wilscam
Linda Wilscam, née en 1949, est une autrice et scénariste québécois. Elle a aussi été actrice.

## Biographie
Fille de Maurice Wilscam et de Gabrielle Arsenault, elle obtient un diplôme du Conservatoire d'art dramatique de Montréal en 1971. Elle crée dans un théâtre d'été le personnage de Picotine. De 1972 à 1976, elle joue dans la série jeunesse Picotine où elle interprète le rôle titre et signe quelques scénarios. Elle a aussi écrit des scénarios pour la série jeunesse Iniminimagimo (1987-1990).
Elle épouse en 1988 l'avocat François Terroux.
À partir de 1995, elle est professeur de théâtre au Cégep de Saint-Hyacinthe.
En littérature, elle est l'auteur des ouvrages de littérature d'enfance et de jeunesse basés sur la série télévisée des années 1970 : Picotine et l'homme aux ballons (2012), Picotine et le bout du monde (2013) et Picotine et le prince des vents (2014).